# Nigeria en los Juegos Paralímpicos de Pekín 2008
Nigeria estuvo representada en los Juegos Paralímpicos de Pekín 2008 por un total de 23 deportistas, 14 hombres y nueve mujeres.

## Medallistas
El equipo paralímpico nigeriano obtuvo las siguientes medallas:
| Nombre                   | Deporte                   | Evento                |
| ------------------------ | ------------------------- | --------------------- |
| Oro                      |                           |                       |
| Eucharia Njideka Iyiazi  | Atletismo                 | Disco F57/58 femenino |
| Eucharia Njideka Iyiazi  | Atletismo                 | Peso F57/58 femenino  |
| Lucy Ejike               | Levantamiento de potencia | –48 kg femenino       |
| Ruel Ishaku              | Levantamiento de potencia | –48 kg masculino      |
| Plata                    |                           |                       |
| Adekundo Adesoji         | Atletismo                 | 100 m T12 masculino   |
| Victoria Nneji           | Levantamiento de potencia | –67,5 kg femenino     |
| Grace Anozie             | Levantamiento de potencia | +82,5 kg femenino     |
| Obioma Aligekwe          | Levantamiento de potencia | –100 kg masculino     |
| Bronce                   |                           |                       |
| Patience Aghimile Igbiti | Levantamiento de potencia | –60 kg femenino       |